# Johannes Thiele
Johannes Thiele (Ratibor, 1865. május 13. – Straßburg, 1918. április 17.) német kémikus és egyetemi tanár. A Porosz Királyság részét képező Sziléziában született. Munkássága során különböző laboratóriumi technikákat fejlesztett ki a szerves vegyületek elszigetelésére. 1917-ben leírt egy eszközt, amivel meg lehet határozni a pontos olvadáspontot, ezt Thiele-csőnek nevezték el.